# Stoffel Vandoorne
Stoffel Vandoorne (Courtrai, 26 de março de 1992) é um automobilista belga que atualmente compete na Fórmula E pela equipe Maserati MSG Racing e, também, é piloto da Peugeot Sport no Campeonato Mundial de Endurance da FIA, além de ser piloto reserva da equipe de Fórmula 1 Aston Martin Aramco. Ele anteriormente foi piloto das equipes de Fórmula E HWA Racelab, Mercedes-EQ e DS Penske e também competiu na Fórmula 1 pela equipe McLaren. Foi campeão da temporada 2021–22 da Fórmula E, e também foi campeão da GP2 Series em 2015.

## Biografia
Stoffel Vandoorne nasceu em Courtrai, Flandres Ocidental. Ele é filho do arquiteto Patrick Vandoorne e de Marleen Delabie. Vandoorne foi introduzido ao automobilismo aos seis anos de idade durante uma visita à pista de kart do World Karts em Courtrai, com seu pai, que estava trabalhando num projeto de restaurante que ficava próximo dali. Vandoorne começou a andar de kart depois que o dono da pista lhe deu um mini kart, mas ele não tinha fundos suficientes para correr em todos os campeonatos, por isso, ele e sua família tiveram que fazer alguns sacrifícios, com o piloto escolhendo as competições que participaria.
Em 2018, Stoffel revelou estar namorando Anna de Ferran, filha do bicampeão da CART Gil de Ferran, que na mesma época, também era conselheiro na McLaren. Quando De Ferran faleceu em 2023, Vandoorne postou uma publicação em suas redes sociais lamentando a perda.

## Carreira

### Kart
Aos seis anos de idade, Vandoorne iniciaria sua carreira pilotando no kart. Foi campeão do campeonato belga KF2 em 2002, e sete anos depois, foi vice-campeão no mundial da categoria.

### Fórmula 4 francesa e Fórmula Renault
Em 2010, faria sua estreia como piloto de monopostos na Fórmula 4 francesa 1.6, sagrando-se campeão em sua única temporada na categoria, com 6 vitórias e 9 pódios em 14 provas, somando 159 pontos e ficando à frente do vice-campeão Norman Nato por 36 pontos.

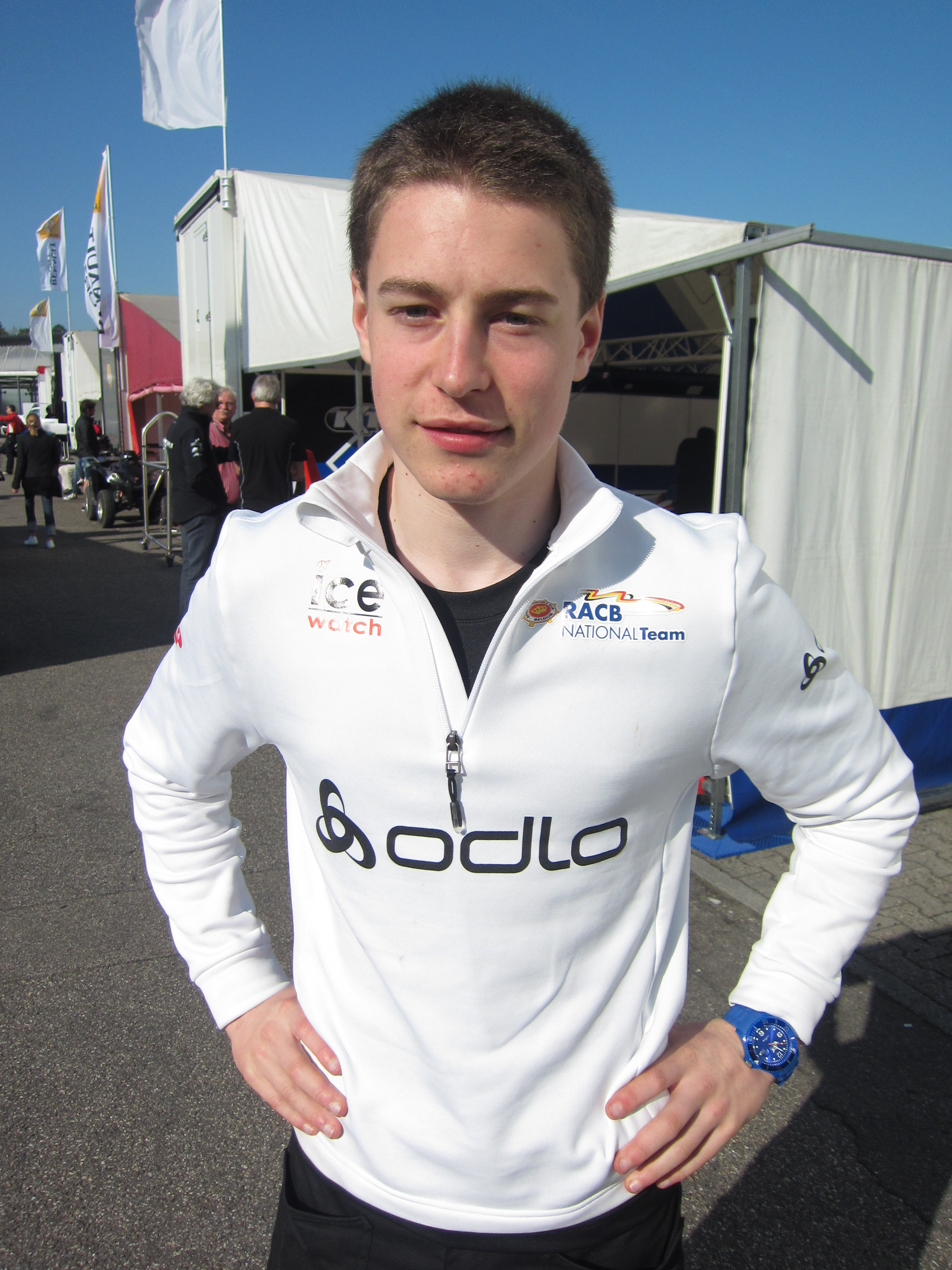
Vandoorne em 2011

No ano seguinte, passaria a disputar simultaneamente a Eurocupa de Fórmula Renault 2.0 e a Fórmula Renault 2.0 NEC, sendo campeão na Eurocopa em 2012, com quatro vitórias, onze pódios em catorze provas, e 244 pontos, tendo dez de vantagem sobre o vice-campeão russo Daniil Kvyat.
Para 2013, Vandoorne é contratado pela Fortec Motorsport para suceder o então campeão Robin Frijns. Até as últimas etapas, tinha chances de obter seu segundo título consecutivo em uma categoria de monopostos, mas acabaria sucumbindo frente ao dinamarquês Kevin Magnussen, que tornar-se-ia campeão, e fecharia o certame em segundo lugar, com 214 pontos (60 de desvantagem em relação ao nórdico).
Em fevereiro de 2013, Vandoorne foi contratado pela McLaren para fazer parte do seu programa de desenvolvimento de jovens pilotos.

### GP2 Series

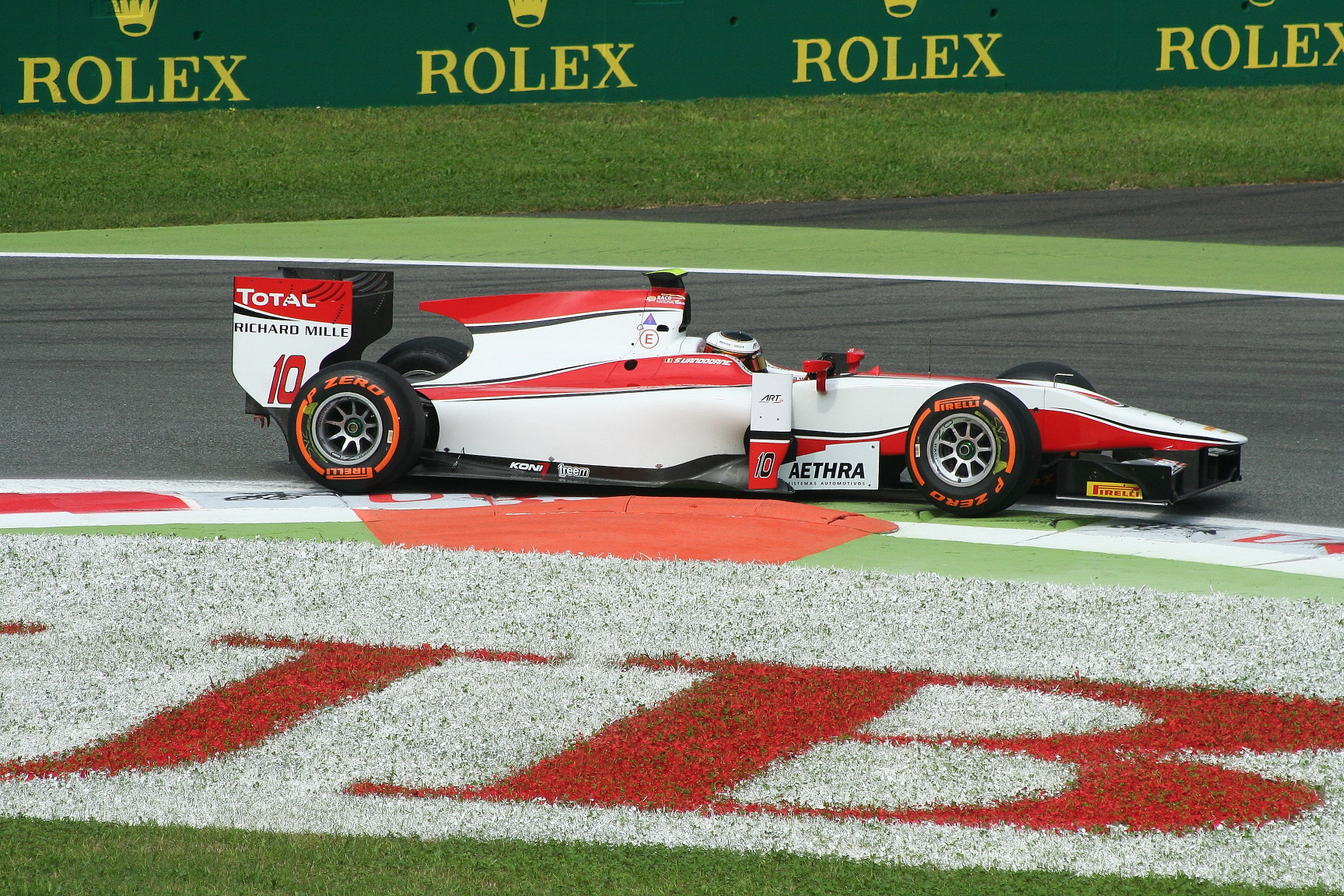
Vandoorne na prova italiana da GP2 em 2014

Em janeiro de 2014, Vandoorne foi promovido para piloto de teste na McLaren, paralelamente, disputou a GP2 Series pela equipe ART Grand Prix, correndo com o japonês Takuya Izawa. Em uma boa campanha de estreia, Vandoorne obteve quatro vitórias e mais seis pódios, no entanto, uma sequência de cinco corridas fora dos pontos na primeira metade do campeonato custou suas chances ao título, que foi para Jolyon Palmer. Vandoorne foi vice-campeão, fazendo 229 pontos, cinco a mais do que Felipe Nasr, o terceiro colocado, mas 47 a menos do que Palmer.
Em 2015, o belga renovou com a ART Grand Prix, mas perdeu a vaga de piloto de teste da McLaren para Kevin Magnussen. Para esse ano, Vandoorne teve a companhia de outro japonês, Nobuharu Matsushita. Em 11 de outubro consagrou-se campeão da GP2 Series, ao fazer uma temporada dominante, com sete vitórias e 16 pódios em 21 corridas.

## Fórmula 1

### McLaren

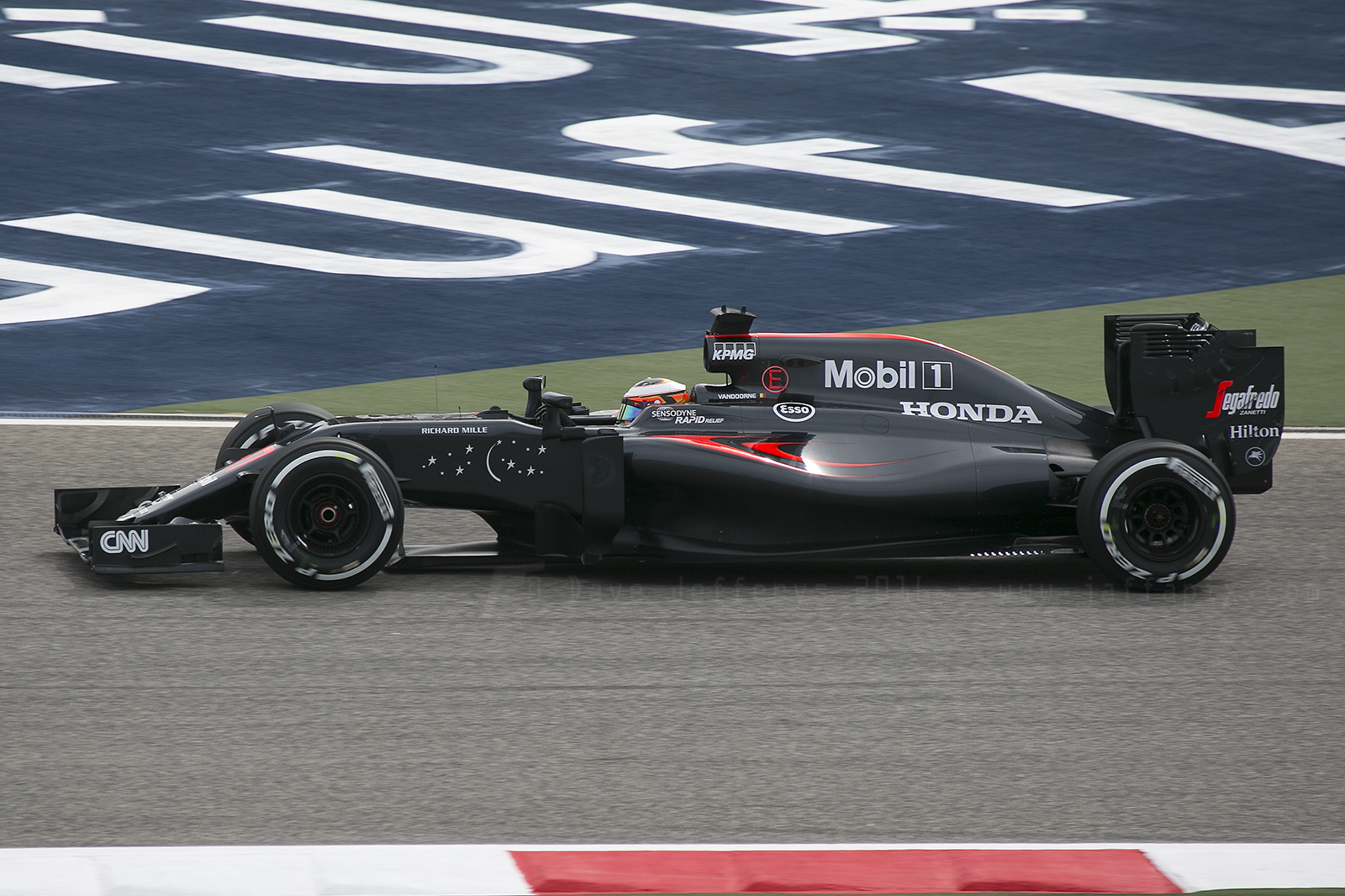
Vandoorne esteando na F1 pela McLaren no GP do Barém de 2016.

Vandoorne estreou na Fórmula 1 no Grande Prêmio do Barém de 2016 quando substituiu o titular Fernando Alonso, que fora vetado pelos médicos em decorrência do forte acidente sofrido na prova anterior. Utilizando o número 47, obteve o décimo lugar, conquistando um ponto. Em setembro de 2016 a equipe anunciou sua promoção a piloto titular no lugar de Jenson Button a partir da temporada 2017. Durante seu período na Fórmula 1, utilizou o número 2, que lhe foi atribuído em 2010 quando disputava, com grande êxito, a Formula 4 Eurocup.

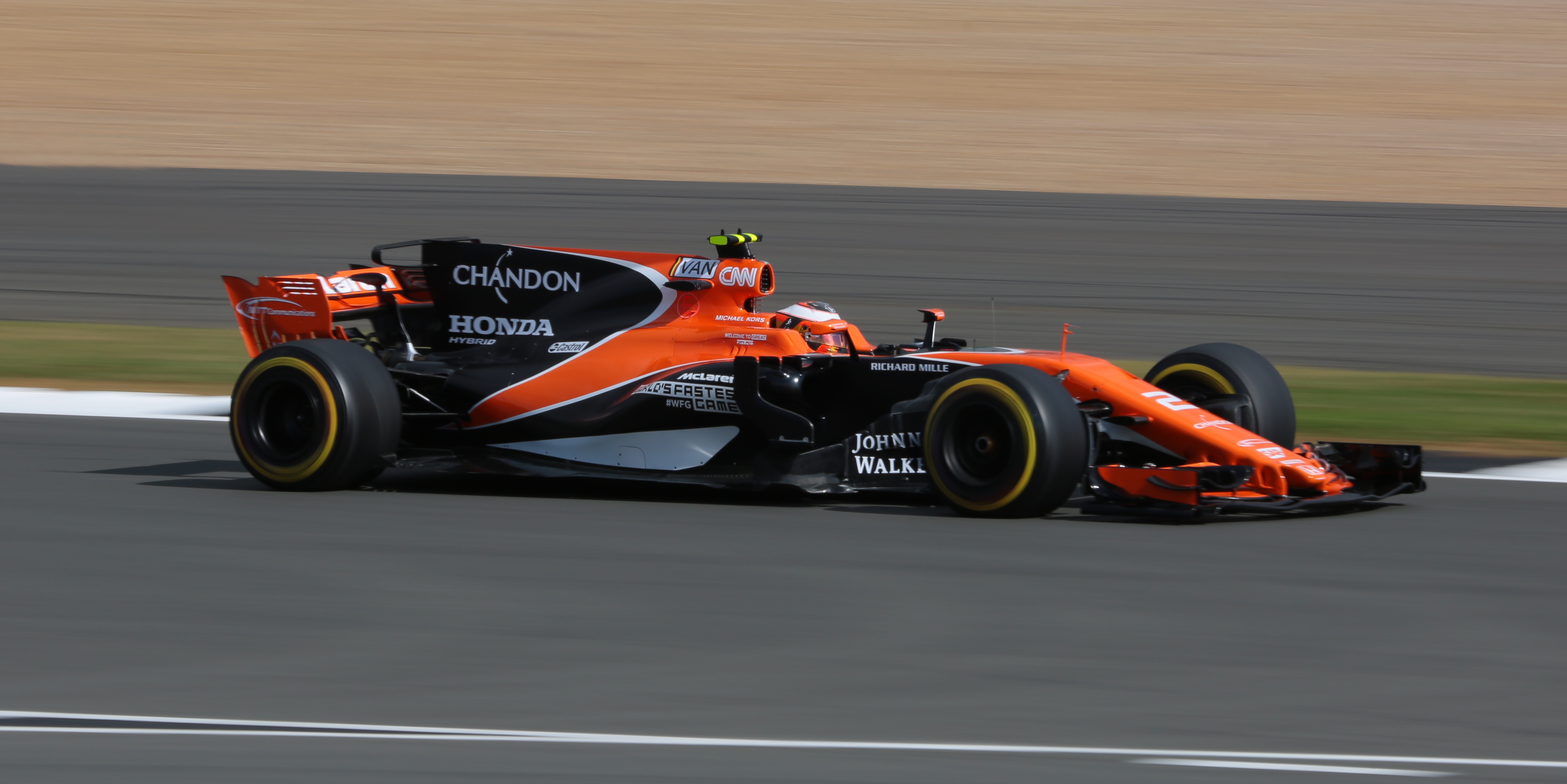
Vandoorne pela McLaren no GP da Grã-Bretanha de 2017.

Vandoorne disputou 41 corridas pela McLaren entre 2016 e 2018. Como titular na Fórmula 1, ele teve as sétimas posições em Cingapura e Malásia 2017 como melhores resultados. Contudo, seu período na McLaren coincidiu com a pior fase da equipe britânica, por conta da parceria com a Honda, que não rendeu como o esperado, devido à fragilidade dos motores da fábrica japonesa. Na temporada de 2018, os motores passaram a ser da Renault, mas ainda não era o suficiente para levar a McLaren e seus pilotos Vandoorne e Alonso para um patamar superior no grid. Isso afetou mais Stoffel, que terminou 2018 com apenas oito pontos, contra os quarenta e quatro conquistados pelo bicampeão espanhol. Então, no final daquele ano, o belga foi demitido e em seu lugar, entrou o britânico Lando Norris.

### Reserva na Mercedes
Vandoorne conciliava sua carreira na Fórmula E com o posto de reserva na equipe de Fórmula 1 da Mercedes, juntamente com o neerlandês Nyck de Vries, que também foi seu companheiro de equipe na Mercedes EQ da Fórmula E. Em 2020, ele teve a chance de substituir Lewis Hamilton para o GP de Sahkir, mas a equipe preferiu o jovem britânico George Russell ao invés dele.

### Reserva na Aston Martin
Após deixar a Mercedes, Stoffel assinou com a Aston Martin para ser reserva desta equipe a partir de 2023. Ele divide esta função com o brasileiro Felipe Drugovich, o campeão da Fórmula 2 de 2022. Vandoorne seguiu na função para 2024 e 2025.

## Fórmula E

### HWA Racelab

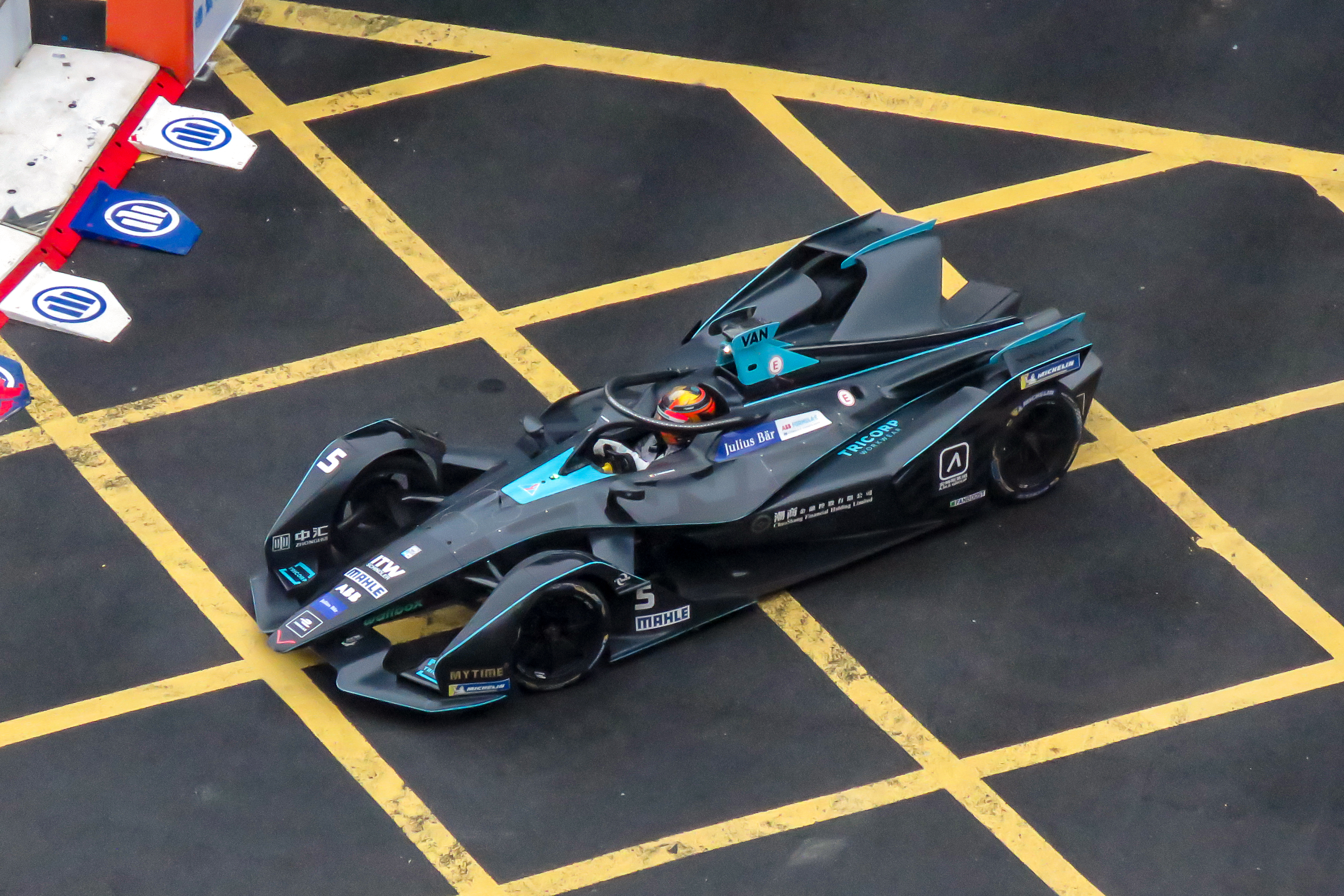
Vandoorne no ePrix de Hong Kong de 2019.

Foi confirmado, em 15 de outubro de 2018, que Vandoorne iria pilotar para a equipe HWA Racelab na temporada de 2018–19 da Fórmula E. Ele se juntou ao britânico Gary Paffett para completar a formação de pilotos da HWA Racelab. Vandoorne fez sua estreia na Fórmula E apenas três semanas após deixar a Fórmula 1 e chegou em 17º na sua primeira corrida. Vandoorne também conseguiu sua primeira pole position na Fórmula E no chuvoso ePrix de Hong Kong de 2019. Ele ficou em terceiro no ePrix de Roma de 2019, conquistando assim o seu primeiro pódio na Fórmula E.

### Mercedes-EQ
Foi confirmado, em 11 de setembro de 2019, que Vandoorne iria pilotar para a nova equipe de Fórmula E, a Mercedes-EQ Formula E Team, na temporada de 2019–20, ao lado do vencedor da Fórmula 2 de 2019 Nyck de Vries. Vandoorne teve três pódios, com dois deles vindo na primeira rodada dupla em Daria e o último sendo a sua vitória na corrida 2 de Berlim, que encerrou a temporada. Isso o impulsionou para o vice-campeonato, com o belga somando 82 pontos, um acima de Jean-Éric Vergne, mas 71 abaixo de António Félix da Costa, campeão da temporada. No duelo interno da Mercedes, Vandoorne superou De Vries por 20 pontos de vantagem, ficando nove posições acima do neerlandês.

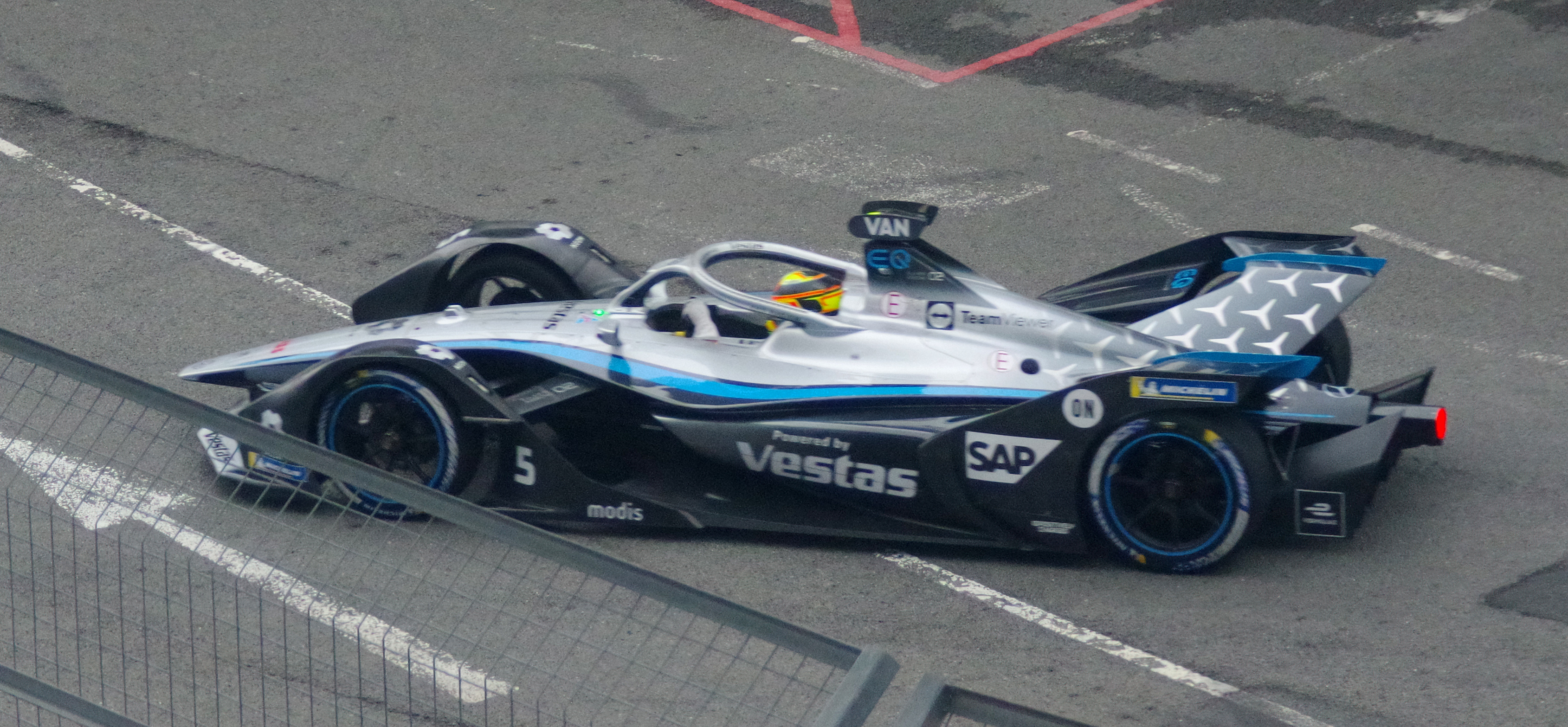
Vandoorne durante o ePrix de Londres de 2021

Ele permaneceu na equipe para a disputa da temporada de 2020–21, vencendo na corrida 2 de Roma e fazendo mais dois terceiros lugares na corrida 1 de Valência e na corrida 2 de Berlim. Em um campeonato muito disputado, Vandoorne fez 82 pontos e ficou na nona colocação, enquanto seu companheiro De Vries foi campeão, somando dezessete pontos a mais que ele.
A temporada de 2021–22 o consagrou como piloto. Apesar de só ter vencido uma corrida, em Mônaco, Vandoorne se destacou por ser mais consistente, tendo pontuado em 15 de 16 etapas da Fórmula E. Enquanto isso, seu rival Edoardo Mortara venceu quatro corridas, mas na reta final do campeonato, conseguiu apenas 30 pontos, contra 70 do belga. E em agosto de 2022, ele se sagrou campeão na etapa de Seul, com um quarto lugar na corrida, e garantiu o segundo título para a Mercedes-EQ no campeonato de construtores.

### DS Penske

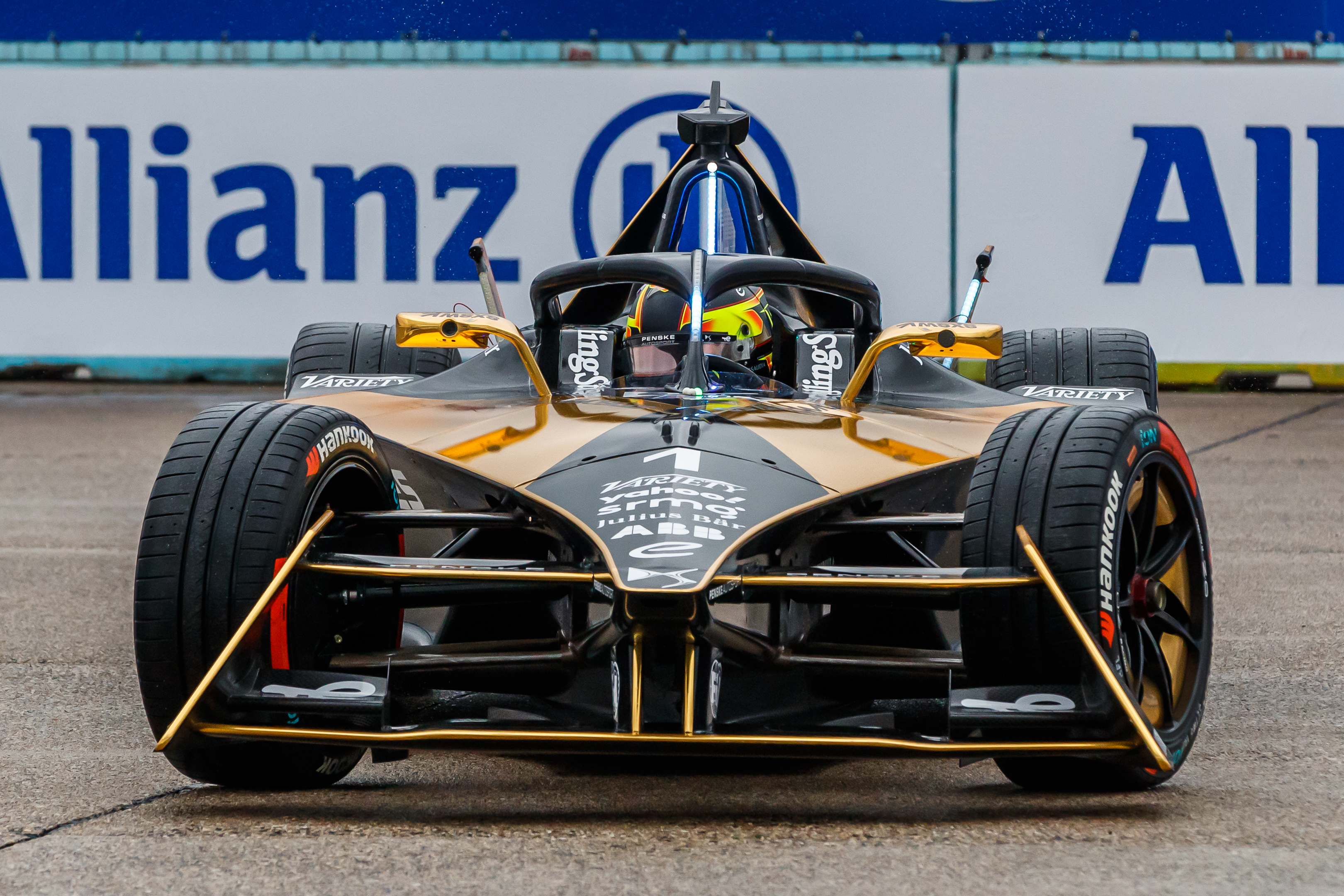
Vandoorne com o nº 1 estampado em seu carro da Penske em 2023

Com o encerramento das atividades de sua equipe, a Mercedes EQ, Vandoorne teve que migrar para a DS Penske, para defender seu título na temporada de 2022–23 da Fórmula E. Ele teve como companheiro de equipe o francês Jean-Éric Vergne, o único bicampeão da categoria até o momento. Vandoorne teve uma pole no ePrix de São Paulo, mas não venceu nenhuma prova, nem fez pódios, tendo como melhor resultado um quarto lugar na corrida 1 de Jacarta. Ele foi o 11º colocado, somando 56 pontos, quase a metade do que seu companheiro Vergne, o 5º colocado, acumulou na temporada.

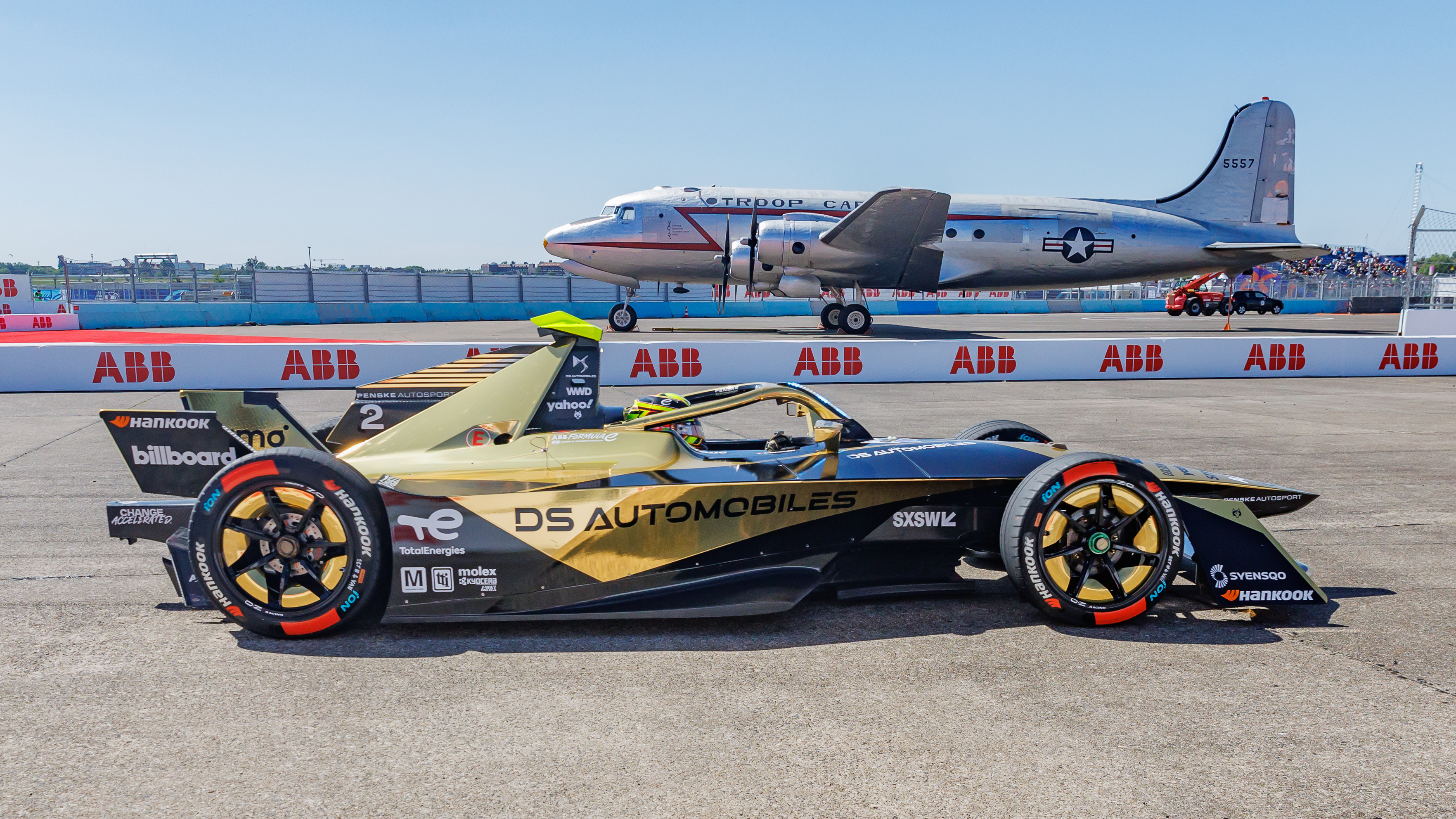
Stoffel no ePrix de Berlim de 2024

Ele permaneceu com a equipe DS Penske para a disputa da temporada de 2023–24. Seu melhor resultado foi um terceiro lugar em Mônaco, que também foi o seu único pódio na temporada e em todo o período em que ele esteve na Penske. Apesar de ter feito resultados melhores do que na temporada passada, estando mais vezes no Top-10 do que em 2022–23, o belga terminou o campeonato em décimo, com 61 pontos, estando quatro posições abaixo de Vergne, que fez mais que o dobro de sua pontuação. Assim, em 16 de julho de 2024, foi anunciado que Vandoorne deixaria a equipe DS Penske após o final da temporada, com Maximilian Günther indo para seu lugar.

### Maserati MSG
Em 29 de julho de 2024, foi confirmado que Vandoorne havia se transferido para a Maserati MSG Racing na temporada 2024–25, alinhando ao lado de Jake Hughes. O belga conquistou sua primeira vitória na nova equipe durante a corrida 1 do ePrix de Tóquio, na qual ele se beneficiou de ter sido o único piloto a usar o pit boost antes da bandeira vermelha. Vandoorne chegou a ficar em último, precisando descontar uma volta do resto do pelotão, mas como os outros pilotos precisavam usar o pit boost obrigatório, Stoffel conseguiu ficar na liderança, com mais de dez segundos de vantagem para o segundo colocado Oliver Rowland, e vencer, dando fim a um jejum que durava três anos.

## Corridas de resistência

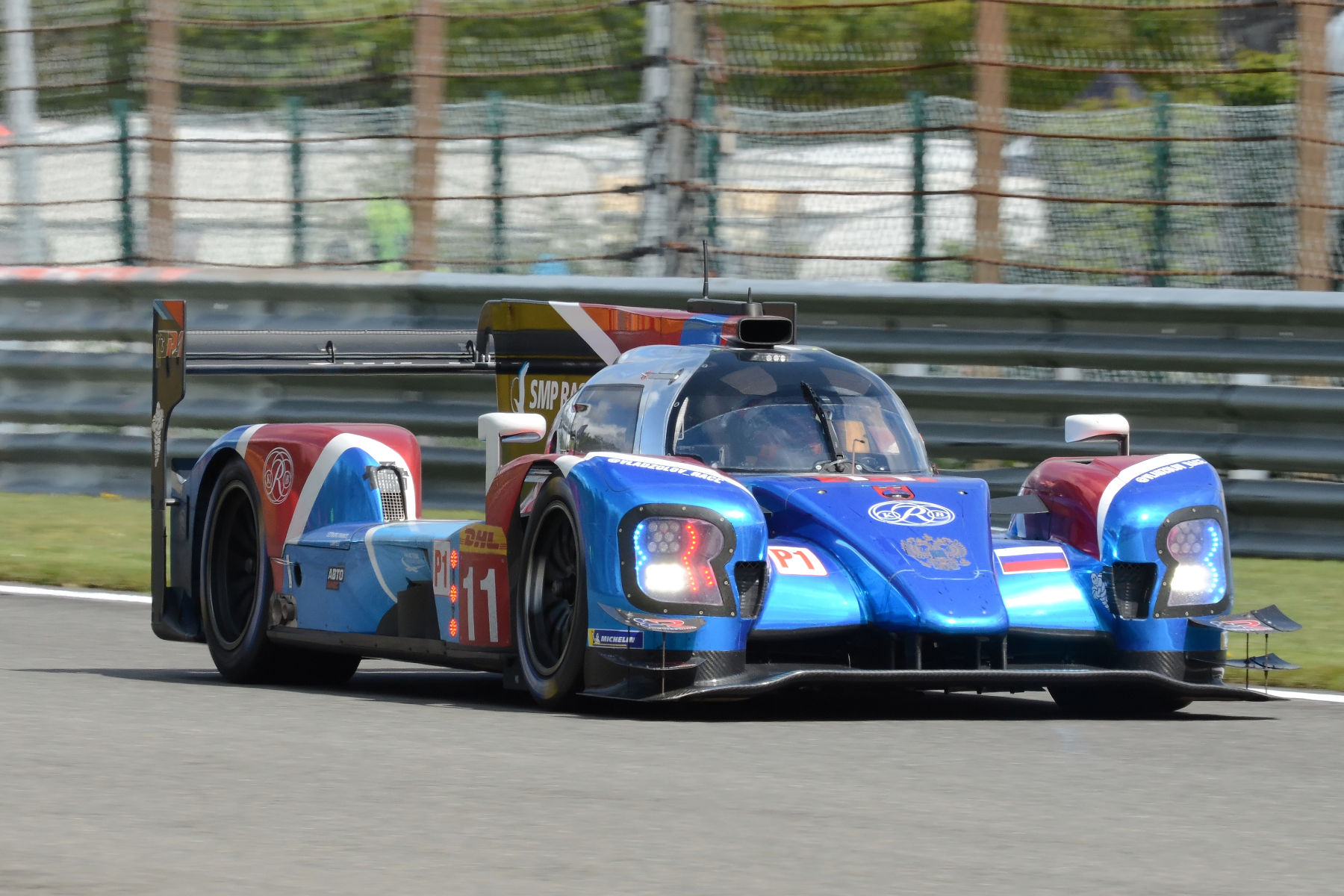
Carro de Vandoorne nas 6 Horas de Spa-Francorchamps de 2019

Em abril de 2019, foi anunciado que Stoffel Vandoorne competiria por duas corridas no Mundial de Endurance para 2018-2019 pela SMP Racing. Ele pilotou o protótipo russo BR1 nº11 junto com Vitaly Petrov e Mikhail Aleshin nas 6 Horas de Spa-Francorchamps e nas 24 Horas de Le Mans. Nas 6 Horas de Spa-Francorchamps, Vandoorne, ao lado de Petrov e Aleshin, terminou em 3º lugar na Classe LMP1. Vandoorne dirigiu o primeiro turno durante condições climáticas de neve, granizo e chuva. Nas 24 Horas de Le Mans, ele terminou em 3º lugar, tanto na sua classe como na classificação geral.
Em 2021, Vandoorne fez mais uma participação no Mundial de Endurance com a Jota Sport, correndo na classe LMP2 ao lado de Tom Blomqvist e Sean Gelael. O trio ficou em segundo nas 24 Horas de Le Mans na classe LMP2 e em sétimo na classificação geral. Além desse, Vandoorne e seus companheiros tiveram mais outros quatro pódios na temporada, com o pior resultado na classe LMP2 sendo o quinto lugar nas 6 Horas de Monza. Assim, Vandoorne, Blomqvist e Gelael foram vice-campeões de pilotos na LMP2, ficando a vinte pontos de distância do trio campeão Robin Frijns, Ferdinand Habsburg e Charles Milesi, da Team WRT.

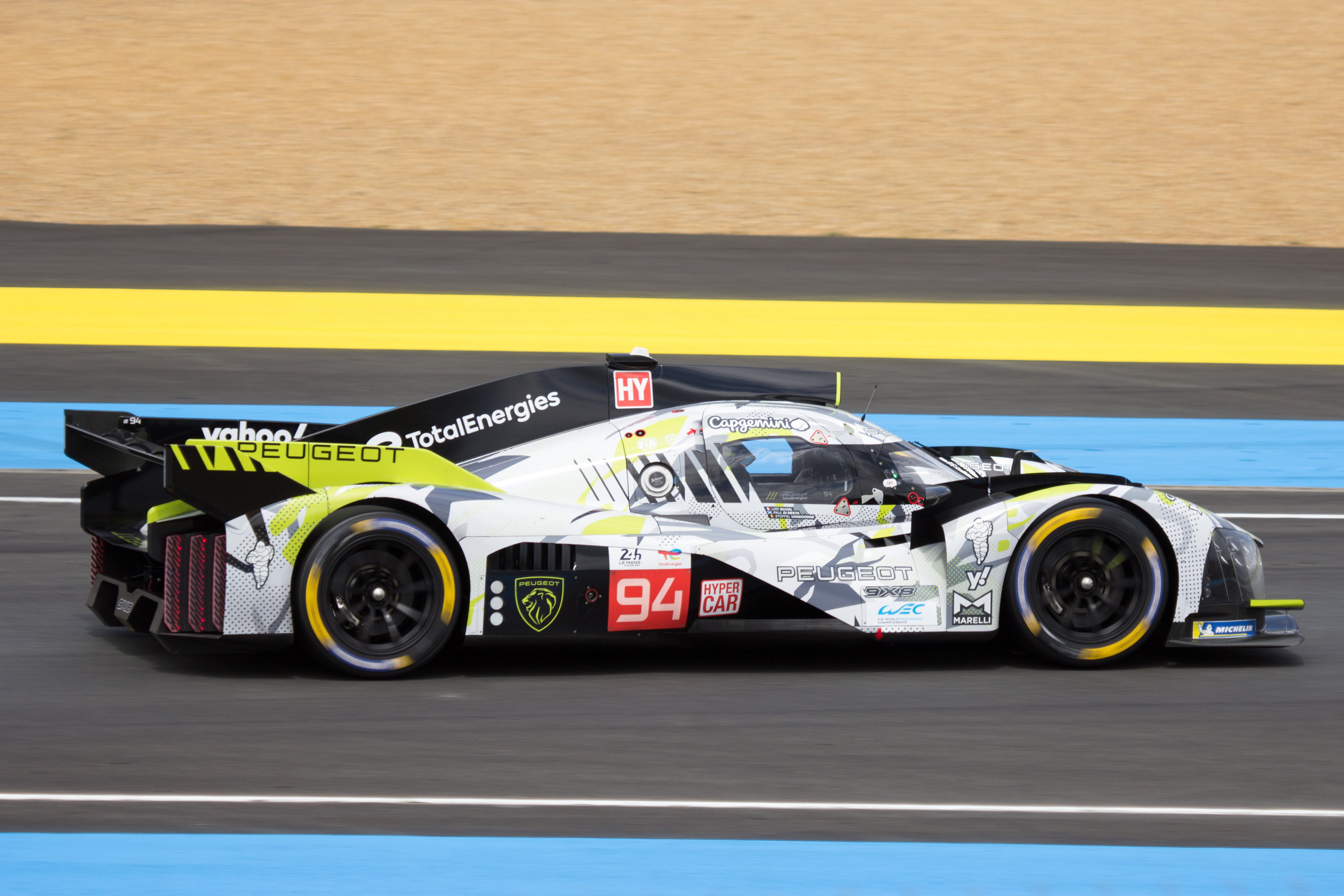
Peugeot nº 94 que Vandoorne, Müller e Duval dirigiram em 2024

Vandoorne estava acertado para testar o Peugeot Hypercar 2023 no Circuito Internacional do Barém em novembro de 2022, mas não pôde fazê-lo após ser diagnosticado com apendicite. Para 2023, Vandoorne foi nomeado piloto reserva do Peugeot Sport na categoria Hypercar, e ele substituiu o titular lesionado Nico Müller nas 6 Horas de Fuji, onde terminou em sétimo lugar.
Vandoorne correu com a Peugeot Sport em sete das oito rodadas no Campeonato Mundial de Endurance da FIA de 2024 ao lado de Nico Müller e Loïc Duval. O melhor resultado dele e de seu trio no ano foi o oitavo lugar nas 6 Horas de Fuji, que foi a única corrida que ele e seu carro pontuaram. Nas outras, incluindo as 24 Horas de Le Mans de 2024, seu trio ficou fora dos pontos, e ainda abandonou Lone Star Le Mans e as 8 Horas do Barém. Assim, ele somou quatro pontos e ficou em vigésimo nono lugar.
Vandoorne segue na Peugeot Sport nº 94 para a temporada 2025 do Mundial de Endurance.

## Resultados

### Resultados completos na Fórmula 1
Legenda: (Corridas em negrito indicam pole position); (Corridas em itálico indicam volta mais rápida)
| Ano  | Equipe          | Chassis        | Motor                 | 1      | 2       | 3       | 4      | 5       | 6       | 7      | 8      | 9      | 10     | 11     | 12      | 13      | 14     | 15     | 16     | 17     | 18     | 19      | 20     | 21     | Pontos | Posição |
| ---- | --------------- | -------------- | --------------------- | ------ | ------- | ------- | ------ | ------- | ------- | ------ | ------ | ------ | ------ | ------ | ------- | ------- | ------ | ------ | ------ | ------ | ------ | ------- | ------ | ------ | ------ | ------- |
| 2016 | McLaren Honda   | McLaren MP4-31 | Honda RA616H 1.6 V6   | AUS    | BAR 10  | CHN     | RUS    | ESP     | MON     | CAN    | EUR    | AUT    | GBR    | HUN    | ALE     | BEL     | ITA    | SIN    | MAL    | JAP    | EUA    | MEX     | BRA    | ABU    | 1      | 20º     |
| 2017 | McLaren Honda   | McLaren MCL32  | Honda RA617H 1.6 V6   | AUS 13 | CHN Ret | BAR DNS | RUS 14 | ESP Ret | MON Ret | CAN 14 | AZE 12 | AUT 12 | GBR 11 | HUN 10 | BEL 14  | ITA Ret | SIN 7  | MAL 7  | JAP 14 | EUA 12 | MEX 12 | BRA Ret | ABU 12 |        | 13     | 16º     |
| 2018 | McLaren F1 Team | McLaren MCL33  | Renault R.E.18 1.6 V6 | AUS 9  | BAR 8   | CHN 13  | AZE 9  | ESP Ret | MON 14  | CAN 16 | FRA 12 | AUT 15 | GBR 11 | ALE 13 | HUN Ret | BEL 15  | ITA 12 | SIN 12 | RUS 16 | JAP 15 | EUA 11 | MEX 8   | BRA 15 | ABU 14 | 12     | 16º     |

(†) Pilotos que não terminaram o Grande Prêmio mas foram classificados pois completaram 90% da corrida.

### Resultados completos da Fórmula E
(Legenda) (Corridas em negrito indicam a pole position; corridas em itálico indicam a volta mais rápida)
| Ano     | Equipe                          | Chassi             | Trem de força                    | 1      | 2       | 3       | 4      | 5       | 6       | 7       | 8       | 9      | 10      | 11     | 12     | 13     | 14     | 15     | 16    | Pos. | Pts. |
| ------- | ------------------------------- | ------------------ | -------------------------------- | ------ | ------- | ------- | ------ | ------- | ------- | ------- | ------- | ------ | ------- | ------ | ------ | ------ | ------ | ------ | ----- | ---- | ---- |
| 2018–19 | HWA Racelab                     | Spark SRT05e       | Venturi VFE05                    | ADR 16 | MRK Ret | SCL Ret | MEX 18 | HKG Ret | SYX Ret | RME 3   | PAR Ret | MCO 9  | BER 5   | BRN 10 | NYC 13 | NYC 8  |        |        |       | 16º  | 35   |
| 2019–20 | Mercedes-Benz EQ Formula E Team | Spark SRT05e       | Mercedes-Benz EQ Silver Arrow 01 | DIR 3  | DIR 3   | SCL 6   | MEX NC | MRK 15  | BER 6   | BER 5   | BER Ret | BER 12 | BER 9   | BER 1  |        |        |        |        |       | 2º   | 87   |
| 2020–21 | Mercedes-EQ Formula E Team      | Spark SRT05e       | Mercedes-EQ Silver Arrow 02      | DIR 8  | DIR 13  | RME Ret | RME 1  | VLC 3   | VLC Ret | MCO Ret | PUE 7   | PUE 13 | NYC Ret | NYC 12 | LDN 7  | LDN 15 | BER 12 | BER 3  |       | 9º   | 82   |
| 2021–22 | Mercedes-EQ Formula E Team      | Spark SRT05e       | Mercedes-EQ Silver Arrow 02      | DRH 2  | DRH 7   | MEX 11  | RME 3  | RME 5   | MCO 1   | BER 3   | BER 3   | JAK 5  | MRK 8   | NYC 4  | NYC 2  | LDN 2  | LDN 4  | SEO 5  | SEO 2 | 1º   | 213  |
| 2022–23 | DS Penske                       | Fórmula E Gen3     | DS E-Tense FE23                  | MEX 10 | DRH 11  | DRH 20  | HYD 8  | CAP 7   | SAP 6   | BER Ret | BER 8   | MCO 9  | JAK 4   | JAK 9  | POR 12 | RME 11 | RME 8  | LDN 11 | LDN 5 | 11º  | 56   |
| 2023–24 | DS Penske                       | Fórmula E Gen3     | DS E-Tense FE23                  | MEX 8  | DRH 14  | DRH 5   | SAP 8  | TOK 16  | MIS 8   | MIS Ret | MCO 3   | BER 7  | BER 20  | SIC 9  | SIC 6  | POR 9  | POR 11 | LDN 9  | LDN 8 | 10º  | 61   |
| 2024–25 | Maserati MSG Racing             | Formula E Gen3 Evo | Maerati Tipo Folgore             | SAO 10 | MEX 7   | JED     | JED    | MIA     | MCO     | MCO     | TKO     | TKO    | SHA     | SHA    | JKT    | BER    | BER    | LDN    | LDN   | 12º* | 7*   |

(*) Temporada em andamento.